# Filmiske virkemidler
Filmiske virkemidler er samlebetegnelsen for de begreber i en film, som vedrører filmens æstetik. Virkemidlerne, der blandt andet tæller klippestile, billedbeskæring, lyddesign, skal holde beskueren fanget og formidle fortællingen i en film. Filmens instruktør bruger, som i samarbejde med fotografen og resten af produktionen, virkemidlerne, så filmen får det ønskede udtryk, og den ønskede historie kan fortælles.

## Filmopbygning
En films opbygning kan overordnet inddeles i sekvenser. Under dem kommer scenerne og under dem indstillingerne. Sammenligner man en film med en bog svarer sekvenser til kapitler, scener til tekstafsnit og indstillinger til sætninger.
De tre inddelinger har følgende definitioner:
- Sekvens – En række scener som til sammen skildrer et afsluttet handlingsforløb. Det typiske antal sekvenser er 10-20.
- Scene – En række indstillinger der samlet indgrænser en handling. Det typiske antal scener er 50-100.
- Indstilling – En række enkelt billeder taget af et kamera uden stop. Det typiske antal indstillinger er 1200-1500.

## Filmbillede
Et filmbillede er de enkelte billeder i en film.

### Billedbeskæring
Billedbeskæring (oplevet som synspunkt) bestemmer, hvor meget af motivet, der kan ses, hvilket resulterer i at beskueren får en fornemmelse af, hvor tæt kameraet er på motivet. De forskellige beskæringer virker opbyggende for dramaet i filmen, og ved variation i billedudsnittene fastholdes beskuerens interesse. Dertil hjælper billedbeskæringer til med at fremhæve væsentlige detaljer.
Der skelnes normalt mellem seks typer, som tager udgangspunkt i menneskekroppen:
- Supertotal – Sted og person vises, og miljøet er vigtig. Det bruges gerne til oversigtsbilleder i en åbningsscene og ved sekvensskift.
- Total – Hele personer vises. Brugen er som ved supertotal.
- Halvtotal – Personen fra knæet og op vises. Det anvendes gerne i en samtalesituation og til at vise fysik handling/action.
- Halvnær/brystbillede – Ca. halvdelen af personen vises. Det anvendes ofte i dialog eller interviewsituation
- Nær – Kun ansigtet vises. Det viser intensitet eller fremhæver personens reaktioner. Det er således velegnet til psykologisk dybde. Ved in medias res bruges nærbilleder.
- Ultranær – En enkelt detalje vises, og det anvendes derfor til fremhævelse af et enkelt element.

Derudover er der to særbeskæringer:
- Nakkeskud/lyttebilledet – Personen ses bagfra med nakke- og skulderparti i forgrunden. Det kaldes også lyttebilledet, da det får beskueren til at lytte bedre efter.
- Toskud – To personer optræder samtidig i billedet.

### Kameraposition
Kameraposition (oplevet som synsvinkel) er den vinkel, hvormed kameraet filmer motivet.
Grundlæggende er der tre perspektiver:
- Normalperspektiv – Motivet er på niveau med kameraet. Dette giver en neutral fremstilling.
- Frøperspektiv – Motivet er over kameraets niveau. Det fremstiller det portrætterede som magtfuldt.
- Fugleperspektiv – Motivet er under kameraets niveau. Perspektivet skaber overblik eller fremstiller det portrætterede som svagt.

For alle perspektiver gælder det, at personer kan filmes på tre horisontale måder: forfra (facade), fra siden (profil) eller bagfra (over the shoulder/nakkeskud). Forfra er det mest almindelige.

### Billedkomposition
Elementer i billedets synsplan, dvs. det man kan se i billedet, skal være opstillet på en bestemt måde for at give et harmonisk udtryk og skabe balance. Hvis stemning er kaotisk eller på anden måde ustabil, kan det dog modsat være en fordel at forstyrre denne balance. Billedkompositionen er altså vigtig, da den af sig selv kan give en bestemt stemning eller et bestemt udtryk hos beskueren. De vigtige faktorer for et harmonisk billede er beskæring og motivernes placering.
Mere præcist er de vigtige faktorer følgende:
- Der skal være luft i bevægelsesretning. Dvs. at personerne går mod et tomt område.
- Det gyldne snit – En model fra billedkunsten der beskriver de fire opmærksomhedszoner. Det er fra disse, man ubevidst optager vigtige information.
- Linjer – Linjerne i billedet kan give forskellige udtryk alt efter deres retning.

- Vandrette linjer – Disse linjer giver stabilitet og ro.
- Lodrette linjer – Disse linjer giver et monumentalt og magtfult præg.
- Diagonale linjer – Disse linjer giver dynamik og understreger således action og aggression.
- Kælkede linjer – Hvor linjerne går i forskellige retninger. Disse linjer giver en anelse om noget foruroligende eller noget der er skævt.

- Trekantkomposition – Kompositionen giver stabilitet. Denne form kendes også fra naturbilleder.
- Omvendt trekant – Den komposition giver ustabilitet.
- Forgrund, mellemgrund og baggrund – Disse anvendes til at give 3D-udtryk.
- Tele – Der indzoomes fra stor afstand, hvilket reducerer skarpheden i baggrund og gør den flad. Derved kan en person bliver afskåret fra omverdenen, og beskuerens afstandsbedømmelse ind i billedet forringes.
- Vidvinkling – Dette giver stor dybde, men motivet forvrænges ofte.
- Fokusskift – Ved at have stillet skarpt på noget og derefter noget andet. Dvs. man flytter fokus.
- Clues – Der er dele af større ting i billedet, så beskueren kan forestille sig omgivelserne uden at se dem.

## Symbolsprog
Ved brug af symbolsprog kan elementer, der oftest indgår naturligt i handlingen, have en abstrakt betydning. Således kan en film have både et realplan såvel som et symbolplan. Et element kan altså være en metafor for et tema i filmen eller et metonym, hvor elementet er repræsentant for en helhed.

## Kamerabevægelse
I et billede kan kameraet bevæge sig på forskellige måder.
Det er tre grundlæggende måder:
- Med fast udgangspunkt

- Panorering – Kameraet drejes fra side til side på stativ. Det skaber overblik, men bruges også ved bevægelse eller præsentation. En hurtig panorering, hvor man ikke kan se motivet ordentligt, er en sweep-panorering.
- Tiltning – Kameraet drejes op og ned. Dette bruges gerne til at afsløre noget uhyggeligt uden for billedrammen gradvist. Det kan også bruges til at vise bevægelse.

- Kameraføring på skinner
- Dolly – Et stativ med hjul
- Traveling – Kameraet følger noget i bevægelse eller går langs med noget. Det bruges til personer i bevægelse.

- Krantur – Når kameraet bevæger sig vertikalt. Fx når man går fra normalperspektiv og fugleperspektiv.

- Håndholdt kamera
- Subjektiv kameraføring – Det giver en beskueren indtryk af et se det med egne øjne.

- Steady cam – Et kamerastativ er kombineret med en kameramand, så kamerabevægelser i hånden og kamerabevægelser på stativ kan kombineres.

## Tekstur

### Farver
Farverne indgår ofte naturligt i filmen, men kan samtidig bidrage med at give et bestemt udtryk til filmen. De kan også have en symbolsk værdi.
Det enkelte farver har forskellige virkninger:
- Hvid – renhed, uskyld, kyskhed og fornuft
- Gul – lys, varme og munterhed, men også falskhed
- Grøn – håb og ungdom, men også umodenhed og kølighed
- Sort – død, sorg og melankoli, men også styrke og autoritet
- Blå – tillidvækkende, roligt og neddæmpet, men også depression og melankoli
- Rød – kærlighed og lidenskab, men også blod

### Lys
Ved lys og skygge kan en stemning også beskrives, og kontraster bestemmer så fokusset.
Man skelner mellem to grundlæggende former for belysning:
- Low-key – Lyse og mørke flader, hvilket underbygger temaer, fx opmærksomhed på en person så ville alt andet være mørkt undtagen personen, det gør det enten gyseligt eller mere romantisk for et øjeblik.
- High-key – Belysning ved det hele, så der ikke er én person der er central, men hele billedet.

## Klipning
Ved at klippe kan man fremhæve følelser og manipulere filmen.
Klipning kan inddeles i to kategorier:
- usynlig klipning/kontinuitetsklipning/sømløs syning – Der er en logisk sammenhæng, og man opdager således ikke klipningen.

- at klippe i bevægelsesretningen – fra en persons øjne klippes til det, personen ser på
- Match-cut – Der klippes fra de primære til det sekundære fikseringspunkt. Dvs. er der er sammenhæng i det der filmes, som fx vand ned i et glas og vand ud i en flaske.

- synlig klipning/montageklipning – Klippene er tydelige, da der er en kontrast imellem dem. Det blev udbredt i 1920'ernes Rusland til propagandafilm, men bruges i dag i begrænset grad. Det bruges i musikvideoer.

- associativ montageform – To billeder bindes sammen af en tanke, som beskueren selv skal finde frem til.

En særkategori er minimalklipning, hvor handlingen primært gives ved komposition og handling. Indstillingerne er således lange.
Andre klippeformer er krydsklipning og parallelklipning:
- Krydsklipning – Der klippes imellem flere samtidige handlinger, der til sidst går sammen.
- Parallelklipning – Der klippes mellem flere samtidige handlinger, der ikke går sammen.

## Filmisk tid og rum
I film er der gerne et elliptisk handlingsforløb hvor tid og rum vises kontinuert, men hvor alt for lange sekvenser undgås ved overspringning.
Filmisk tid kan dog deles ind i tre underkategorier:
- kortere end reel tid
- lig reel tid
- længere end reel tid – fx slow motion

## Lyd
Lyden i film har stor betydning for oplevelsen.
Lyd kan inddeles i to kategorier:
- Synkron lyd – lyden har sammenhæng til motivet
- Asynkron lyd – lyden kommer uden for billedet

For tale er der følgende begreber:
- Dialog – samtale imellem personer
- Læbesynkron – personerne ses tale
- Voice-over – en stemme taler ind over billedet, fx en speaker-kommentar

For musik er der følgende begreber:
- Underlægningsmusik – asynkron musik ind over en scene

- Mickey Mousing – underlægningsmusik der følger bevægelser i billedet

- Incidentalmusik – musikken er synkron med og til stedet i handlingen

For reallyd/effektlyd er der følgende begreber:
- Reallyd – Lyden indgår i handlingen.
- Effektlyd – Lyden er ikke nødvendigvis realistisk lyd, der er overdrevet.

- Off-screen lyd – Effektlyden kommer uden for billedet. Dette kan også erstatte dyre elementer i filmen.

Der findes to former for lydanvendelse:
- Kontrapunktisk lydanvendelse – Billede og lyd giver modsatrettet information, så beskueren må skabe en sammenhæng.
- Subjektiv lydanvendelse – Lyden høres, som personen ville høre den. Lyden kan fx være forvrænget.

Endnu et lydelement kan være lydbilledet, der kombination af alle lyde, som derved danner en baggrund, der bidrager til formidlingen. Styrken er traditionelt konstant, men især i nyere film, kan styrken variere efter kameraplaceringen.

## Dramaturgi
For både skuespil og film gælder det, at vigtige træk for at fangende drama virkelighedsefterligning/mimesis, indlevelse/identifikation og psykisk renselseseffekt/katharsis. Fortælleren er skjult for publikum, men fortæller vha. opbygning, klipning m.m.
Fortælleren kan inddeles i to slags:
- Alvidende fortæller – Skjult, speaker eller person i filmen. Fortælleren tilrettelægger, introducerer og har totalt overblik.
- Personrelateret fortæller – Fortælleren kender en af personerne, og flere oplysninger til publikum kommer, som følge af flere oplysninger til fortælleren. Han kan være objektiv – hvor fortælleren blot registrerer, hvad der sker – eller subjektiv – hvor fortælleren tager stilling til holdningen.

### Dramatisk ramme og budskab
Rollefiguren i en film ville være opbygget omkring motivation – handling eller intention – mål. Derudfra opdages  karakteregenskaber, hvilket især ses ved prøvelser. Denne dramatiske ramme bruges til at fortælle temaer og et budskab om omgivelser eller sig selv, mens den giver filmen flere niveauer, der ligeledes formidler temaer.

## Præmis
Præmissen kan siges at være filmens budskab. Den opdages ofte først i slutningen.

## Konflikt
Konflikt skubber handlingen fremad og skaber spænding. Konflikten kan være forhindringer, tidsfrister, forventninger og varsler.

## Set up og pay off
Noget vises i starten, hvilket får en betydning i slutningen. Set uppet gør de efterfølgende scener forståelige, så pay off giver mening.

## Dramatiske strukturer
Der er flere forskellige modeller for handlingsforløbet i en tekst. Én af disse er berettermodellen.